# Kétspórás csiperke
A kétspórás csiperke (Agaricus bisporus) a csiperkefélék családjába tartozó, kertekben, legelőkön termő, jóízű, ehető gomba. Termesztik is, ez a faj teszi ki a világ gombatermelésének többségét.

## Megjelenése
A kétspórás csiperke kalapja 4-10 cm átmérőjű. Fiatalon gömb-félgömb alakú, amely fokozatosan domborúvá válik. Akkorára is megnőhet, hogy laposra kiterül. Széle a lemezeken túlnőtt, sokáig begöngyölt marad. A kalap felszíne fiatalon sima, idősebb korában koncentrikusan elhelyezkedő, sugarasan szálas pikkelyek jelenhetnek meg rajta. Színe lehet fehér, világosbarna vagy akár egészen kakaóbarna. A kalap húsa vastag és fehér, elvágva kissé megvörösödik. Íze és szaga kellemes, a csiperkékre jellemző.
Lemezei vékonyak, sűrűn helyezkednek el, nem nőnek le a tönkhöz. Színük fiatalon rózsaszín, később a spórák érésével bíborosan sötétbarna lesz. Spórája sötét csokoládébarna, ovális, 6,5-7 mikrométer hosszú, 4-5 mikrométer széles.
Tönkje vaskos, 4–7 cm magas, 1–2 cm vastag (ritkán elérheti a 4 cm vastagságot). Hengeres vagy töve felé vastagodó. Színe fehér (a gallér fölött átveheti a lemezek színét), felülete sima vagy a gallér alatt kissé pelyhes. Gallérja gyapjas szélű, fehér, felálló. Tönkje vagy tejnedve nincs. 

### Hasonló fajok
Külsőre nagyon hasonlít hozzá a mezei csiperke (Agaricus campestre), amelynek gallérja lelógó. A sötétebb kalapú változatot a lomberdei csiperkével (A. hemorrhoidarius) és az erdei csiperkével (A. silvaticus) is össze lehet téveszteni, de mindkettő ehető faj. Mikroszkóppal könnyen meg lehet különböztetni a többi csiperkefajtól, mert bazídiumain négy spóra helyett csak kettő nő.
Valamennyi csiperkefajnál gondolni kell a gyilkos galócával való összetéveszthetőségre, különösen a fiatal példányok esetén. A kétspórás csiperkénél a rózsaszín lemezek, a bocskor hiánya és a termőhely (erdő helyett kertek, ligetek) különböztetik meg tőle.

## Elterjedése és termőhelye
Eurázsiában, Észak-Afrikában és Észak-Amerikában honos, elterjedt faj. Mára a termesztésből kivadulva gyakorlatilag kozmopolitává vált, mindenhol előfordul, ahol az éghajlati jellemzők megfelelőek a számára.
Kertekben, parkokban, legelőkön, komposzton nő, különösen az állatok járta, trágyázott területeken. Júniustól októberig terem. Magyarországon gyakori faj.

## Termesztése
A kétspórás csiperkét nagyüzemben és háztáji körülmények között is termesztik, a boltokban ennek a fajnak nemesített változatát árulják csiperke név alatt.
A FAO adatai szerint a világ éves, 8 millió tonnás gombatermesztésének 75-80%-a csiperke; ennek ötöde az Európai Unióból származik. Az EU legnagyobb csiperketermelője Lengyelország (2014-ben 335 ezer tonna, aminek többségét exportálják). Magyarországon évente kb. 20 ezer tonnát termesztenek. A magyar gombafogyasztás 1,5 kg/fő évente, ami kevesebb mint a legtöbb európai országban (Spanyolországban a 3,5 kg/főt-is eléri). 

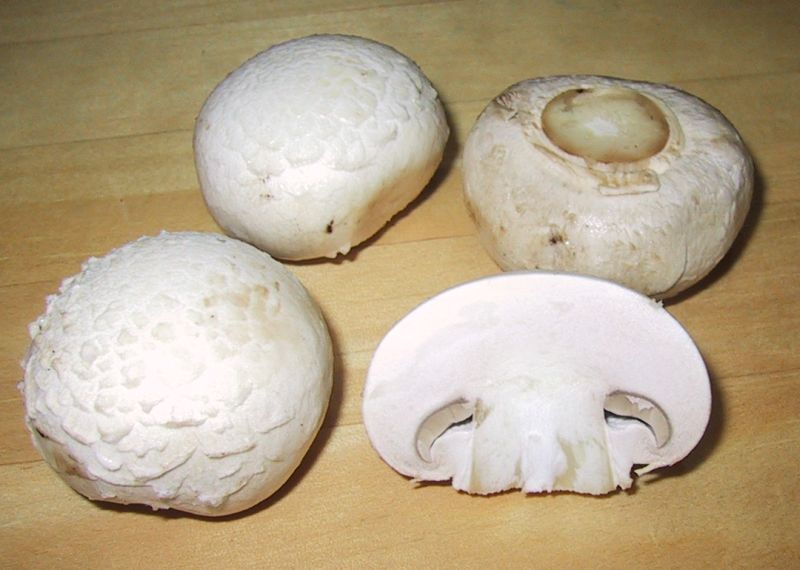
Fiatal gombafejek
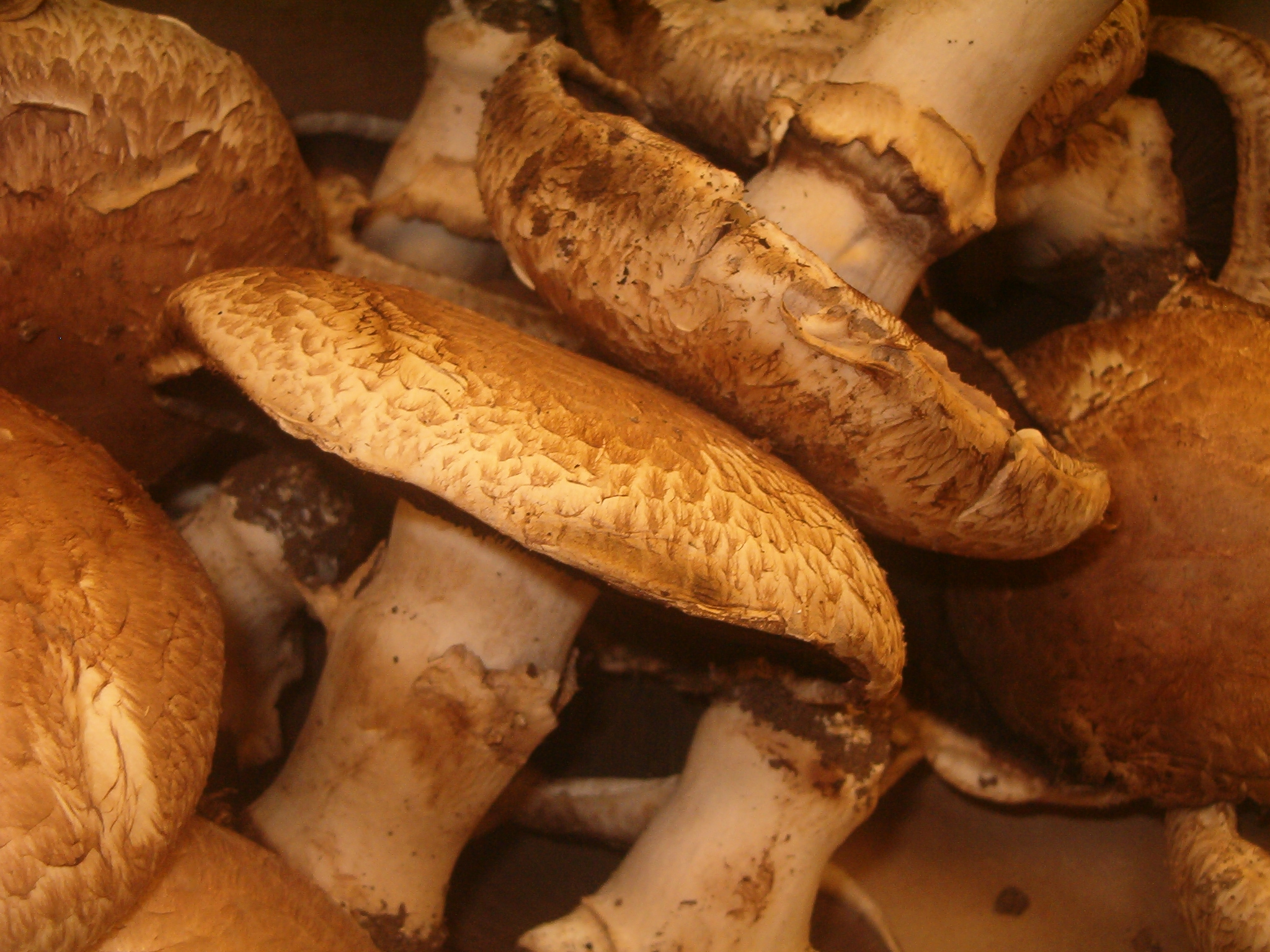
Barna színváltozat
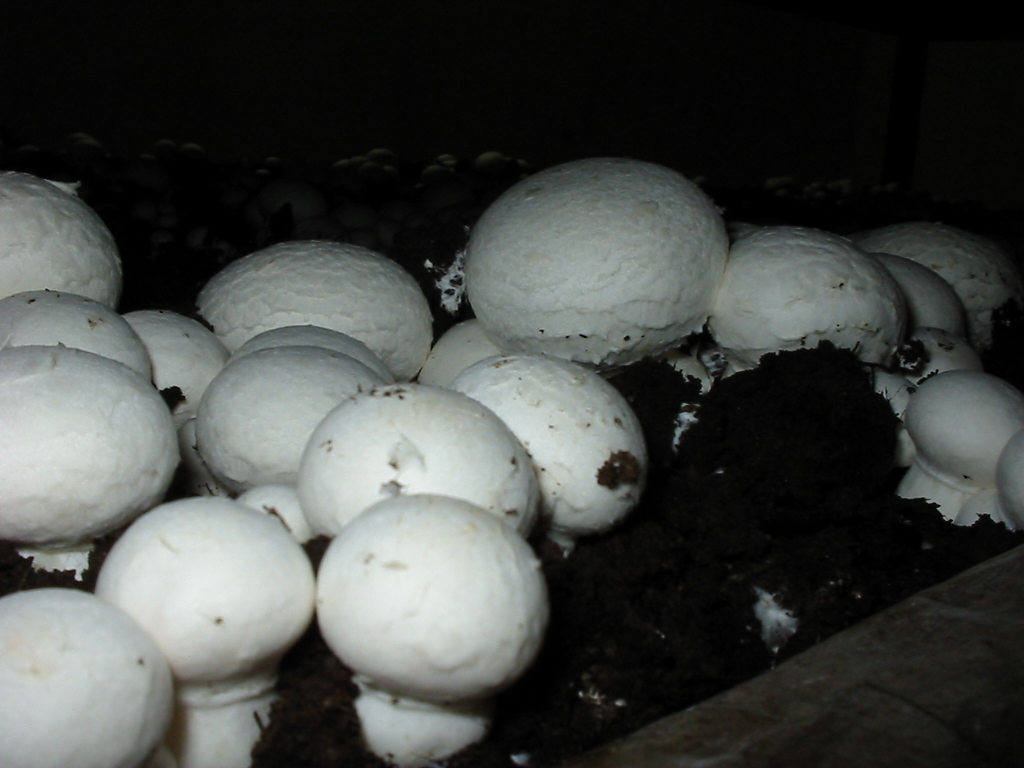
Fiatal termesztett csiperke
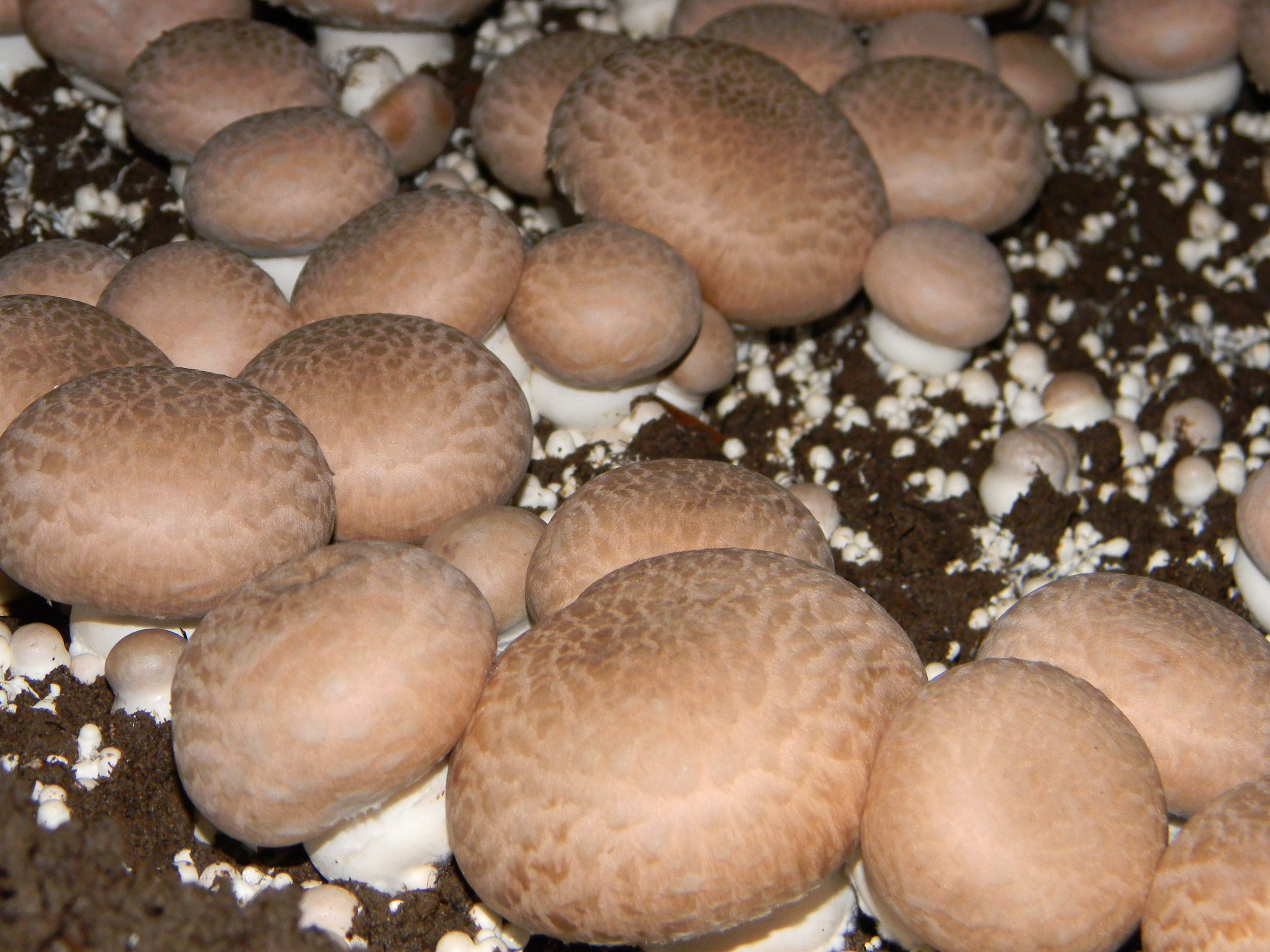
Termesztett barna változat
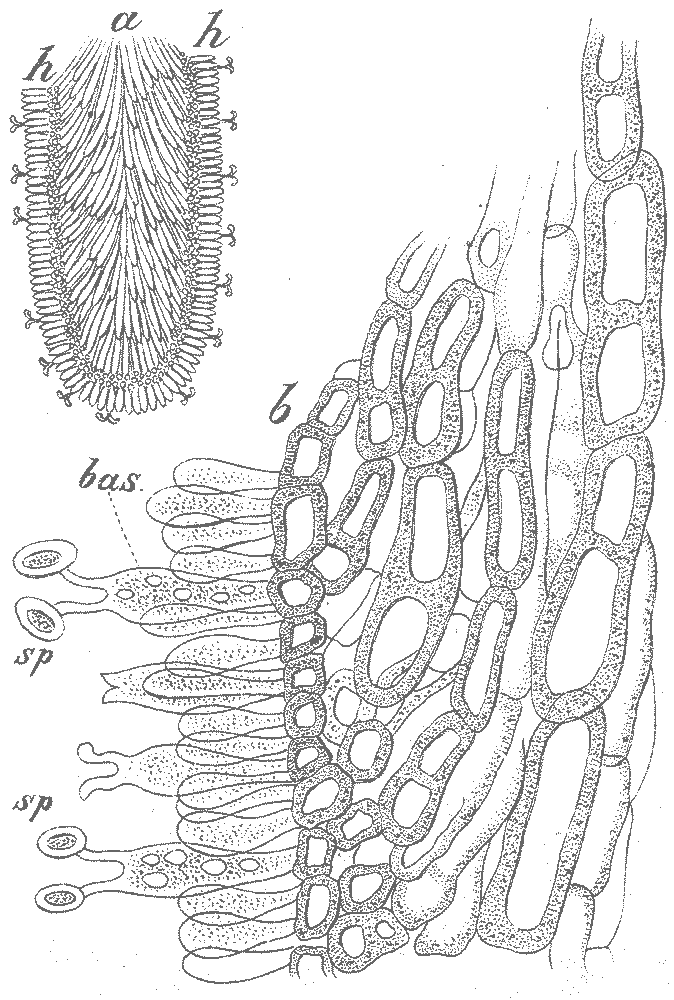
A jellegzetes kétspórás bazídium
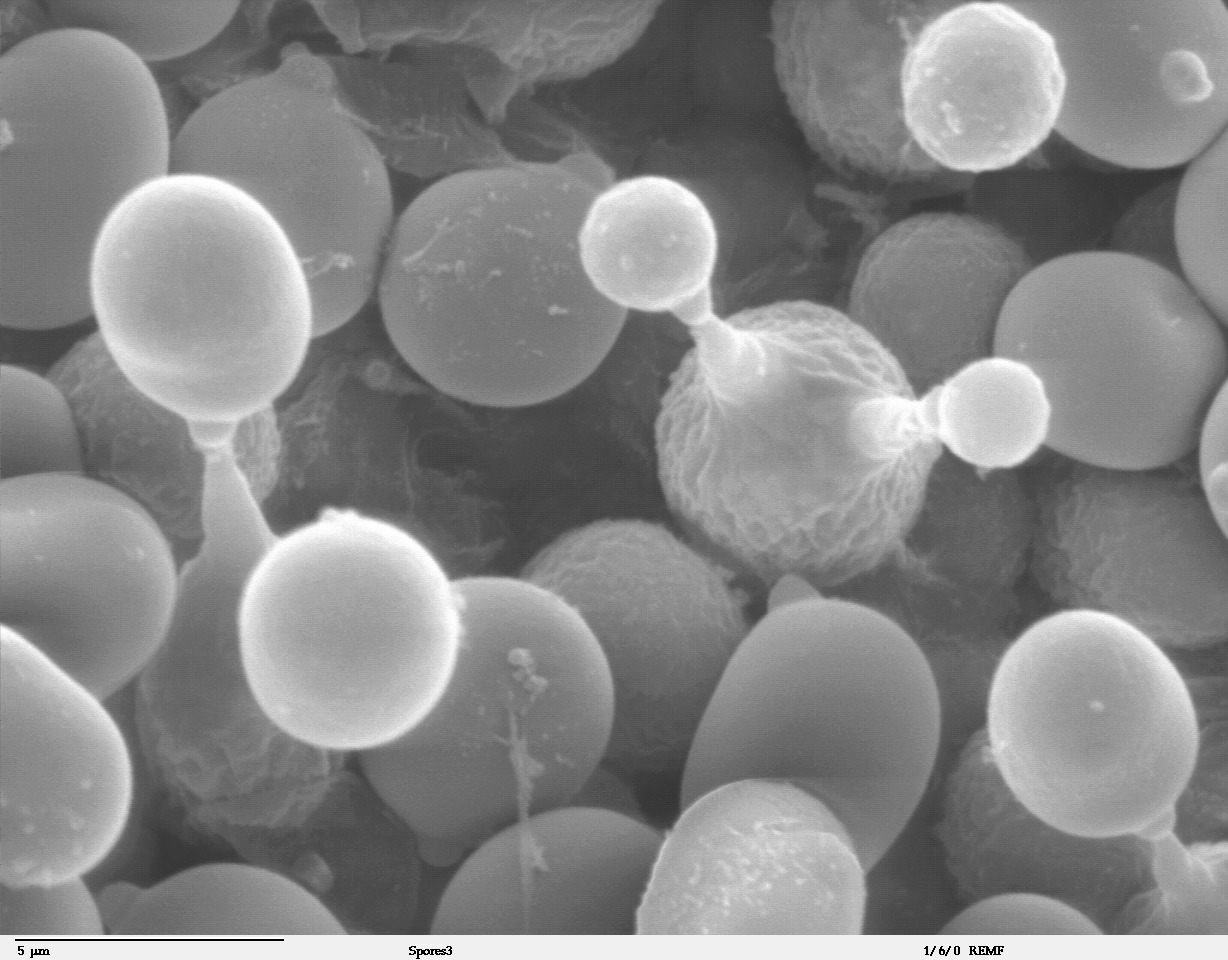
Spórák pásztázó elektronmikroszkóp alatt